# Električni fluks
U elektromagnetizmu, električni fluks / električni tok ili elektrostatički fluks (davno dielektrički tok ili klizni tok) skalarna je fizička veličina koja predstavlja broj silnica električnog polja koje prolaze kroz određenu površinu. Električni fluks je direktno proporcionalan broju električnih silnica koje prolaze kroz zamišljenu (virtuelnu) površinu. Preporučena oznaka je Φ ili Ψ, a mjerna jedinica voltmetar (Vm).

## Homogeno električno polje
Ako je električno polje homogeno, električni fluks kroz površinu vektora površine {\displaystyle \mathbf {A} } je:
{\displaystyle \Phi _{E}=\mathbf {E} \cdot \mathbf {A} =EA\cos \theta ,}
gdje je
{\displaystyle \mathbf {E} } — vektor električnog polja (s jedinicom {\displaystyle {\frac {V}{m}}}),
{\displaystyle E} — njegova jačina,
{\displaystyle A} — površina,
{\displaystyle \theta } — ugao između linija električnog polja i normale na površinu {\displaystyle A}.

## Nehomogeno električno polje
Za nehomogeno električno polje, električni fluks {\displaystyle {\mathit {d}}\Phi _{E}} kroz malu površinu {\displaystyle {\mathit {d}}\mathbf {A} } dat je preko sljedeće relacije:
{\displaystyle d\Phi _{E}=\mathbf {E} \cdot d\mathbf {A} }
(vektor električnog polja, {\displaystyle \mathbf {E} }, pomnožen komponentom vektora površine {\displaystyle \mathbf {A} } koja je okomita na električne silnice)
Električni fluks kroz površinu {\displaystyle {\mathit {A}}} time je dat površinskim integralom:
{\displaystyle \Phi _{E}=\oint _{A}\mathbf {E} \cdot d\mathbf {A} ,}
gdje je
{\displaystyle \mathbf {E} } — vektor električnog polja,
{\displaystyle {\mathit {d}}\mathbf {A} } — diferencijal zatvorene površine {\displaystyle {\mathit {A}}} po kojoj se integriše, s normalom na površinu usmjerenom ka spoljašnjosti koja određuje smjer vektora te površine.

## Gausova površina
Za zatvorenu Gausovu površinu, električni fluks je dat sljedećom relacijom:
{\displaystyle \Phi _{E}=\oint _{A}\mathbf {E} \cdot d\mathbf {A} ={\frac {Q_{A}}{\epsilon _{0}}},}
gdje je
{\displaystyle \mathbf {E} } — vektor električnog polja,
{\displaystyle {\mathit {A}}} — bilo koja zatvorena površina,
{\displaystyle {\mathit {Q_{A}}}} — ukupna količina naelektrisanja koje se nalazi unutar zatvorene površine {\displaystyle {\mathit {A}}},
{\displaystyle {\mathit {\epsilon _{0}}}} — električna konstanta (univerzalna konstanta, takođe poznata i pod nazivom relativna permitivnost/permeabilnost/propustljivost vakuuma).
({\displaystyle {\mathit {\epsilon _{0}}}=8,854187817\ldots \times 10^{-12}{F}{m}^{-1}})
Ova jednačina predstavlja Gausov zakon za električno polje u integralnom obliku i jedna je od četiri Maksvelove jednačine.
Dok na električni fluks ne utiče naelektrisanje koje nije obuhvaćeno zatvorenom površinom, rezultujući vektor električnog polja, {\displaystyle \mathbf {E} }, u jednačini Gausovog zakona može biti pod uticajem naelektrisanja koja leže van zatvorene površine. Iako Gausov zakon vrijedi za sve situacije, upotrebljiv je ponajviše za „sporedne” proračune s visokim stepenima simetrije prisutne u električnom polju. Primjeri uključuju sfernu i cilindričnu simetriju.
Izvođenje Gausovog zakona pomoću primjera sfere je sljedeće:
{\displaystyle d\Phi _{E}=\mathbf {E} \cdot d\mathbf {A} }
{\displaystyle d\Phi _{E}={\mathit {E}}\cdot d{\mathit {A}}\cdot \cos \theta }
{\displaystyle d\Phi _{E}={\mathit {E}}\cdot d{\mathit {A}}\cdot \cos 0}
{\displaystyle d\Phi _{E}={\mathit {E}}\cdot d{\mathit {A}}}
{\displaystyle \Phi _{E}=\int _{i}^{n}d\Phi _{E_{i}}}
{\displaystyle \Phi _{E}=\int _{i}^{n}{\mathit {E}}\cdot d{\mathit {A_{i}}}}
{\displaystyle \Phi _{E}={\mathit {E}}\cdot \int _{i}^{n}d{\mathit {A_{i}}}}
{\displaystyle \Phi _{E}={\mathit {E}}\cdot {\mathit {A_{sf.}}}}
{\displaystyle \Phi _{E}={\mathit {E}}\cdot 4r^{2}\pi }
{\displaystyle \Phi _{E}={\frac {{\mathit {k}}\cdot Q_{A}}{r^{2}}}\cdot 4r^{2}\pi }
{\displaystyle \Phi _{E}={\mathit {k}}\cdot Q_{A}\cdot 4\pi }
{\displaystyle \Phi _{E}={\frac {1}{4\pi \epsilon _{0}}}\cdot Q_{A}\cdot 4\pi }
{\displaystyle \Phi _{E}={\frac {Q_{A}}{\epsilon _{0}}}}
Pomoću primjera trostrane prizme (slika desno) može se pokazati da je električni fluks kroz bilo koju zatvorenu površinu jednak nuli ukoliko je ukupna (rezultujuća) količina naelektrisanja koje se nalazi unutar te zatvorene površine takođe jednaka nuli (za {\displaystyle Q_{A}=0} ⇒ {\displaystyle \Phi _{E}=0}), tj. kada je broj silnica električnog polja koje „uđu” u prostor ograničen površinom jednak broju silnica koje „izađu” iz tog prostora:
{\displaystyle \Phi _{E}=\Phi _{E_{ABCD}}+\Phi _{E_{ADFE}}+\Phi _{E_{BCFE}}+\Phi _{E_{ABE}}+\Phi _{E_{DCF}}}
{\displaystyle \Phi _{E}=EA_{ABCD}\cos 180\;+\;EA_{ADFE}\cos \theta \;+\;EA_{BCFE}\cos 90\;+\;EA_{ABE}\cos 90\;+\;EA_{DCF}\cos 90}
{\displaystyle \Phi _{E}=E\cdot \left(-{\overline {AB}}\cdot {\overline {AD}}+{\frac {\overline {AB}}{\cos \theta }}\cdot {\overline {AD}}\cdot \cos \theta +0+0+0\right)}
{\displaystyle \Phi _{E}=E\cdot \left(-{\overline {AB}}\cdot {\overline {AD}}+{\overline {AB}}\cdot {\overline {AD}}\right)}
{\displaystyle \Phi _{E}=0}

## Mjerna jedinica
SI jedinica električnog fluksa je voltmetar ({\displaystyle Vm}), ili, ekvivalentno, njutnmetar na kvadrat po kulonu ({\displaystyle Nm^{2}C^{-1}}). Time je SI jedinica za električni fluks izražena osnovnim jedinicama {\displaystyle kgm^{3}s^{-3}A^{-1}}.
Dimenzionalna formula električnog fluksa je {\displaystyle \left[L^{3}MT^{-3}I^{-1}\right]}.

## Literatura
- izd.  str. 412. (jezik: ruski)
- „”.  (jezik: portugalski)

## Spoljašnje veze
- Električni fluks, ukratko (hyperphysics.phy-astr.gsu.edu) (jezik: engleski)
- Električni fluks, predavanje (bio.bg.ac.rs) (jezik: srpski)